# Theoni V. Aldredge
Theoni V. Aldredge, nascuda amb el nom de Theoni Athanasiou Vachliotis i també coneguda amb el nom de Denny Vachlioti, (Tessalònica, Regne de Grècia 1922 - Stamford), Estats Units d'Amèrica 2011) fou una dissenyadora de vestuari greco-estatunidenca per a cinema i teatre.

## Biografia
Va néixer el 22 d'agost de 1922 a la ciutat de Tessalònica, població que en aquells moment formava part del Regne de Grècia i avui dia de la República de Grècia. Va estudiar a l'escola americana d'Atenes i posteriorment l'any 1949 es traslladà als Estats Units.
Es casà el 1953 amb l'actor Tom Aldredge, del qual n'adoptà el cognom, matrimoni que durà fins a la seva mort el 21 de gener de 2011 a l'hospital de Stamford a conseqüència d'una aturada cardiorespiratòria.

## Carrera artística
Al llarg de la seva carrera treballà tant a teatre, especialment a Broadway, com a cinema. En el teatre al llarg de la seva carrera aconseguí ser nominada 15 vegades al premi Tony en la categoria de millor vestuari, guanyant el premi en 3 ocasions per les produccions "Annie" (1977), "Barnum" (1980) i "La Cage aux Folles" (1983).
En el cinema treballà a les ordres de, entre d'altres, Jules Dassin a Poté tin kyriaki (1960) i Fedra (1962); Gilbert Cates a I Never Sang for My Father (1968); Jack Clayton a El gran Gatsby (1974), per la qual guanyà un Oscar; Sidney Lumet a Network (1976); Mark Rydell a The Rose (1979), John Huston a l'adptació del musical Annie (1982); Ivan Reitman a Els caçafantasmes (1984), Norman Jewison a Encís de lluna (1987) o Barbra Streisand a L'amor té dues cares (1996).

## Premis i nominacions

### Premis Oscar
| Any  | Categoria                       | Pel·lícula                        | Resultat  |
| ---- | ------------------------------- | --------------------------------- | --------- |
| 1960 | Millor vestuari - Blanc i negre | Poté tin kyriaki                  | Nominat   |
| 1962 | Millor vestuari - Blanc i negre | Fedra (Phaedra)                   | Nominat   |
| 1974 | Millor vestuari                 | El gran Gatsby (The Great Gatsby) | Guanyador |

### Premis BAFTA
| Any  | Categoria       | Pel·lícula     | Resultat  |
| ---- | --------------- | -------------- | --------- |
| 1974 | Millor vestuari | El gran Gatsby | Guanyador |

### Premis Emmy
| Any  | Categoria                                         | Pel·lícula                          | Resultat |
| ---- | ------------------------------------------------- | ----------------------------------- | -------- |
| 1973 | Millor vestuari                                   | Much Ado About Nothing              | Nominat  |
| 1982 | Premi individual - Programa infantil              | Alice at the Palace                 | Nominat  |
| 1973 | Millor vestuari per a una minisèrie o especial TV | Nutcracker: Money, Madness & Murder | Nominat  |

### Premis Tony
| Any  | Categoria       | Pel·lícula              | Resultat  |
| ---- | --------------- | ----------------------- | --------- |
| 1961 | Millor vestuari | The Devil's Advocate    | Nominat   |
| 1972 | Millor vestuari | Two Gentlemen of Verona | Nominat   |
| 1973 | Millor vestuari | Much Ado About Nothing  | Nominat   |
| 1974 | Millor vestuari | The au Pair Man         | Nominat   |
| 1976 | Millor vestuari | A Chorus Line           | Nominat   |
| 1977 | Millor vestuari | Annie                   | Guanyador |
| 1977 | Millor vestuari | Threepenny Opera        | Nominat   |
| 1979 | Millor vestuari | Ballroom                | Nominat   |
| 1980 | Millor vestuari | Barnum                  | Guanyador |
| 1981 | Millor vestuari | 42nd Street             | Nominat   |
| 1982 | Millor vestuari | Dreamgirls              | Nominat   |
| 1984 | Millor vestuari | La Cage aux Folles      | Guanyador |
| 1990 | Millor vestuari | Gypsy                   | Nominat   |
| 1991 | Millor vestuari | The Secret Garden       | Nominat   |
| 2001 | Millor vestuari | Follies                 | Nominat   |